# Heinrich Daniel Ruhmkorff
Heinrich Daniel Ruhmkorff o Rühmkorff (Hanóver, 15 de gener de 1803 – París, 20 de desembre de 1877) va ser un físic alemany, inventor de la bobina d'inducció.

## Biografia

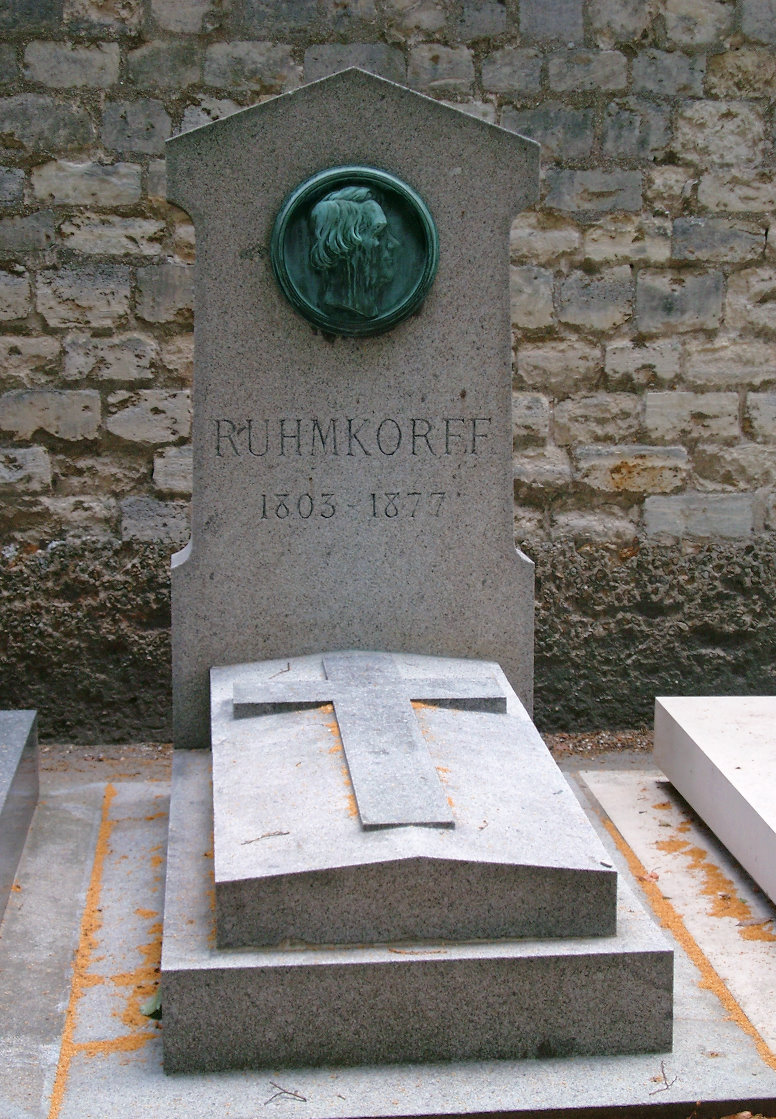
Tomba d'Heinrich Daniel Ruhmkorff.

Es va establir a París, on es va dedicar principalment a la construcció d'aparells i instruments elèctrics de gran qualitat i precisió. Va idear el rodet que porta el seu nom, popular instrument del segle xix, (creat per primera vegada en 1851). Com passa en altres casos, els rodets d'inducció van ser construïts gràcies a les aportacions d'un gran nombre d'autors, des de científics fins constructors, inventors o enginyers.
Va inventar l'anomenada bobina d'inducció o bobina de Ruhmkorff, d'invenció anterior a la dels transformadors de corrent altern, és un veritable transformador polimorf i elevador, en el qual s'obté, a partir d'un corrent primari continu i de poca fem (piles o acumuladors), una altra d'alta tensió i altern.
Ruhmkorff es va interessar per aquests instruments a mitjans del segle xix i va introduir diverses millores en els dispositius existents fins llavors: incrementar la longitud del fil de coure, va separar els rodets primari i secundari mitjançant un tub aïllant de vidre i, seguint els consells del físic Hippolyte Fizeau, va col·locar un condensador entre els contactes de l'interruptor, el que permetia reduir considerablement les espurnes produïdes en connectar el rodet a una pila elèctrica i millorar els resultats.
El carret de Ruhmkorff s'empra per a generar voltatges molt elevats. Les elevades diferències de potencial produïdes van ser aplicades sobre els extrems d'un tub de Crookes per tal de provocar l'emissió d'uns raigs que, pel seu caràcter desconegut, van ser denominats " raigs X ". Aquests han estat emprats entre altres coses per a realitzar "fotografies a través dels cossos opacs" 
Va morir el 1877 a París, França; als 74 anys.

## Carret de Ruhmkorff

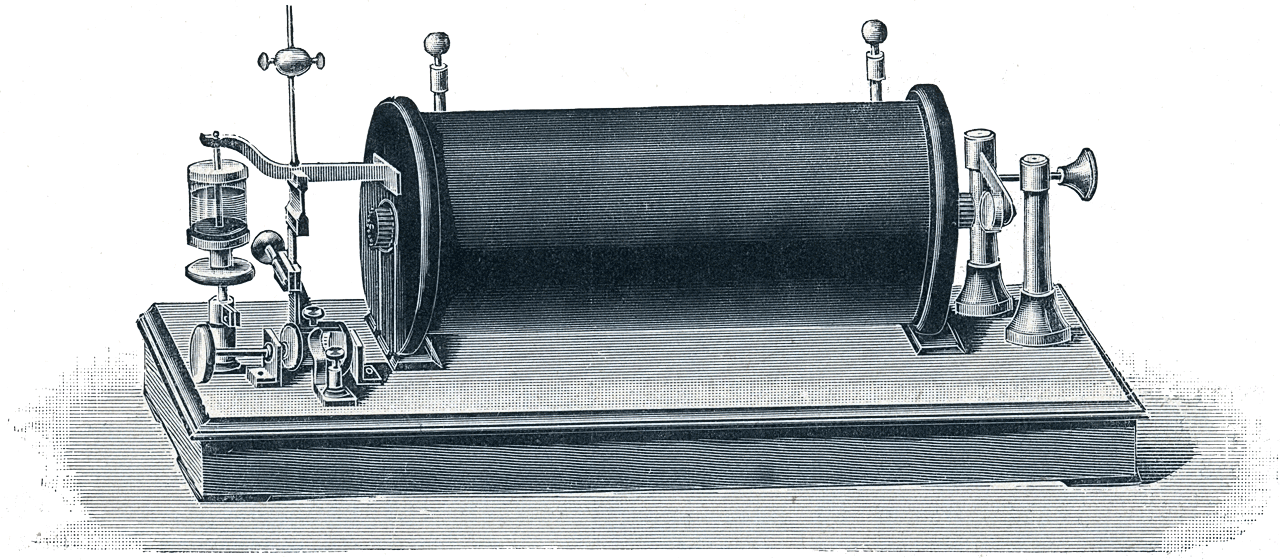
Bobina d'inducció de Ruhmkorff.

El carret està constituït per un nucli integrat per un feix de filferros de ferro dolç al voltant del qual es desenvolupa el circuit primari que és un fil de coure de coure gruixut i relativament curt, de poques voltes, i per sobre d'aquest, convenientment aïllat, es bobina el circuit secundari, fil de coure prim i de molta longitud (moltes voltes) els extrems es connecten a unes boles formant els anomenats pols de l'aparell.
La part principal de l'instrument eren els dos fils de coure enrotllats a la part central, un gruix (entre 2 i 2,5 mm) i un altre fi (de ¼ a 1/3 de mm) (Ganot, 1887), aïllats mitjançant un recobriment adequat.
El fil més gruixut estava enrotllat al voltant d'un cilindre que formava el nucli del rodet. El conjunt es tancava amb una capa aïllant cilíndrica sobre la qual es bobinava el segon fil de coure, més prim, i d'una longitud molt més gran. Per fer funcionar l'instrument, es feia passar un corrent elèctric a través del fil de coure gruixut que, d'aquesta manera, produïa un corrent induït a la corda fluixa més fi. El fenomen d'inducció es produïa amb la variació del corrent, pel que era necessari produir el tancament i l'obertura del corrent mitjançant un interruptor que inicialment va ser de martell i, més endavant, va ser substituït per un altre de mercuri, desenvolupat pel físic Léon Foucault.

## Asteroide
- L'asteroide 15273 Ruhmkorff, descobert en 1991 per I. W. Elst porta aquest nom en el seu honor.